# 가시마 아카리
가시마 아카리(일본어: 鹿島 彩莉, 2005년 7월 7일 ~ )는 일본의 여자 축구 선수이다.

## 구단 경력
2024년 WE리그의 AS 엘펜 사이타마에 입단하였다.

## 국가대표팀 경력
그녀는 2022년 FIFA U-17 여자 월드컵에 참가할 일본 U-17 국가대표팀에 발탁되었으며, 1경기에 출전했다.